# Dineotropica lissa
Dineotropica lissa là một loài tò vò trong họ Ichneumonidae.